# Податкове право
Податкове право — складний фінансово-правовий інститут, який регулює владні відносини по встановленню, введенню та справлянню податків та зборів, а також відносини, що виникають в процесі здійснення податкового контролю, оскарження актів податкових органів, дій (бездіяльності) їх посадових осіб та притягнення до відповідальності за здійснення податкового правопорушення.
Інститут податкового права є відокремленим комплексом юридичних норм, що забезпечують цільове регулювання відносин, пов'язаних з надходженням до бюджетів податків та зборів. Податкове право —- відносно самостійний сектор фінансового права і займає автономне становище щодо інших інститутів цієї галузі.
Податкове право містить досить велику сукупність фінансових норм, що об'єднані в певну систему. Остання розбита на групи, що мають специфічні особливості, логічну структуру, об'єктивний склад. Система податкового права — сукупність суспільних фінансових відносин, що визначає внутрішню структуру податкового права, зміст і особливості розміщення норм, які регулюють податкові правовідносини.
Норми податкового права залежно від особливостей відносин, ним урегульованих, розподіляють на окремі структурні підрозділи. У системі складного інституту податкового права існує кілька підсистем інститутів, які можна згрупувати в розділи.